# Agustín Mosconi
Agustín Mosconi (o simplemente Mosconi) es una localidad del partido de Veinticinco de Mayo, provincia de Buenos Aires, Argentina.

## Población
Cuenta con 280 habitantes (Indec, 2010), lo que representa un descenso del 10% frente a los 310 habitantes (Indec, 2001) del censo anterior.
| Gráfica de evolución demográfica de Agustín Mosconi entre 1991 y 2010 |
|                                                                       |
| Fuente: Censos nacionales del INDEC                                   |